# Destrukt menniczy

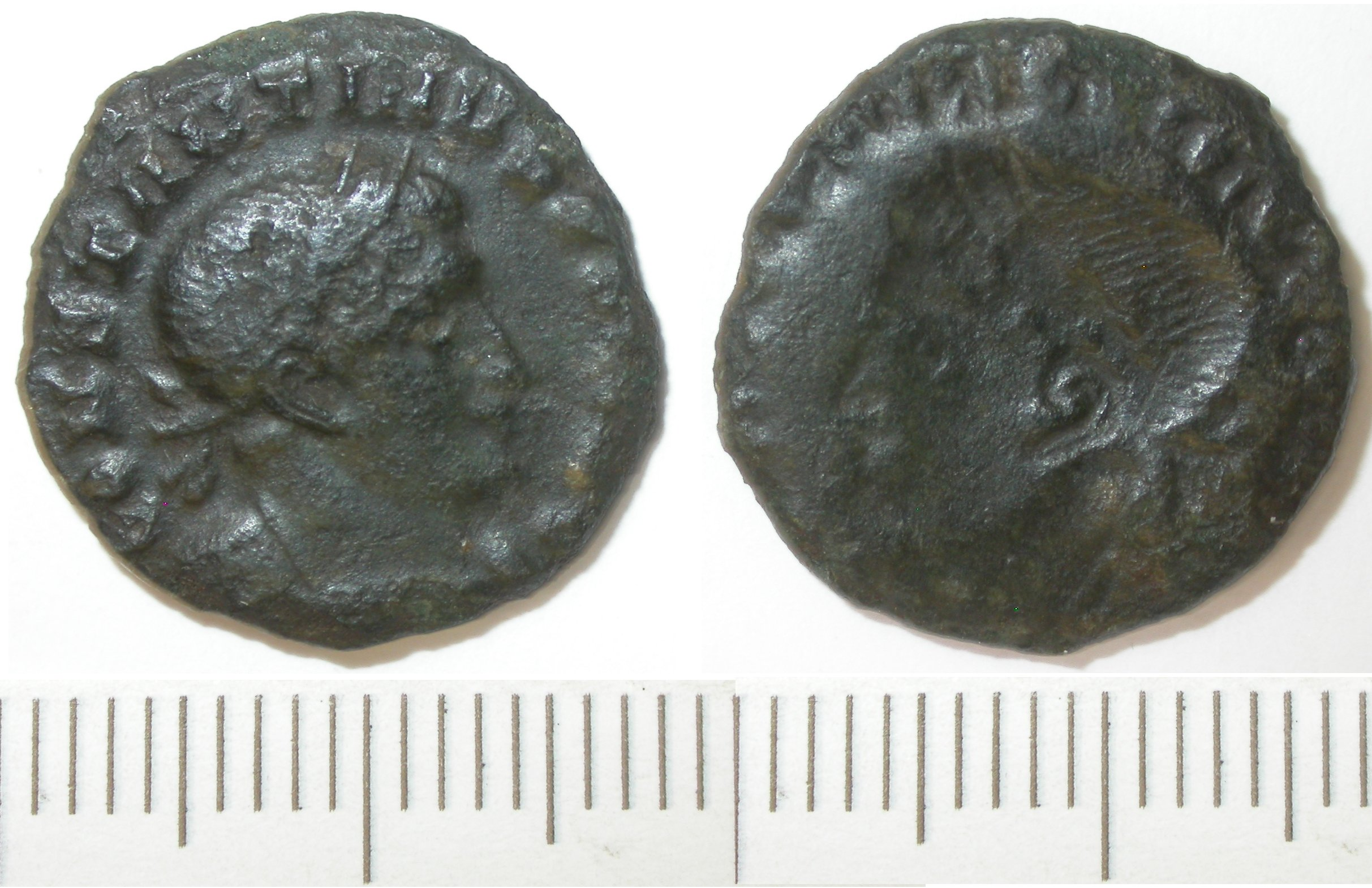
Destrukt menniczy, brak właściwego rewersu, zamiast niego awers odbity negatywowo

Destrukt menniczy – moneta wybita niezgodnie z przyjętym projektem. W zależności od przyczyny powstania rozbieżności rozróżnia się destrukty stempla, krążka menniczego i procesu bicia. 

## Destrukty stempla[1][2]

### Uszkodzony stempel
Destrukt z grubszymi lub cieńszymi liniami w miejscu pęknięcia stempla, ewentualnie z ostrokrawędziowymi wypukłościami na powierzchni. Może charakteryzować się nieostrością rysunku lub zatarciem niektórych szczegółów. Możliwymi przyczynami powstania są pęknięcie, wykruszenie bądź zużycie stempla spowodowane jego dużymi obciążeniami dynamicznymi w trakcie procesu bicia. 

### Zagniecenie stempla
Destrukt posiada wypukłości lub charakteryzuje się nieregularnie poszerzonymi napisami, powstałymi na skutek trwałego odkształcenia stempla. Do tej kategorii destruktów zalicza się również te, które powstały ze stempli uszkodzonych uderzeniem górnego stempla w dolny przy braku krążka menniczego, powodując na później bitych monetach tzw. odbicia rewersu na awersie lub odwrotnie.

### Zdwojony rysunek
Destrukt charakteryzuje się zdwojonym rysunkiem (efekt cienia) powstałym z powodu przesunięcia patrycy na etapie przygotowywania stempla. Liczba egzemplarzy takiego destruktu w całym nakładzie monety jest z reguły zauważalna.

### Zbyt mały nacisk prasy zpatrycą
Destrukt charakteryzuje się zanikaniem mniej wypukłych elementów rysunku, spowodowanym zbyt małym naciskiem prasy w procesie przygotowywania stempla.

## Destrukty krążka menniczego[1][2]

### Krążek innej monety

#### Inna średnica
Destrukt przedstawia monetę niekompletną szczególnie na krawędzi.

#### Inny metal
Destrukt przedstawia poprawną monetę ale w innym metalu. Destrukty takie są nie do odróżnienia od monet próbnych bez napisu PRÓBA, powstających w trakcie przygotowania procesu bicia monety. Na rynku kolekcjonerskim monety takie traktowane są jako próby w innych metalach.

#### Inny rant
Destrukt z rantem niezgodnym z przyjętym projektem.

### Źle przygotowany krążek
Destrukt wybity na źle wykrojonym krążku, ewentualnie z zagłębieniami.

### Ubytek materiałowy
Destruk wybity na niepełnym krążku, wyciętym w pobliżu krawędzi blachy lub z jej końcówki.

### Obce ciało
Destrukt z wprasowanym obcym ciałem w powierzchnię krążka.

## Destrukty procesu bicia[1][2]

### Hybryda
Destrukt powstały przez zastosowanie stempli awersu i rewersu różnych monet.

### Przesunięcie
Destrukt powstały w wyniku bicia monety bez pierścienia utrzymującego w maszynie menniczej. W efekcie moneta ma nieco większą średnicę, a kształt może odbiegać od kolistego.

### Obrót
Destrukt, w którym wzajemna relacja rysunków awersu i rewersu jest inna niż standard przyjęty przez emitenta.
W zależności od przyjętej praktyki, monety bite są w taki sposób aby góra rysunku awersu stykała się z górą rysunku rewersu (standard w Polsce i większości krajów europejskich), lub awers i rewers były względem siebie obrócone o 180 stopni (stempel odwrócony – standard w USA). Emitent przyjmuje jeden z tych standardów. Każda inna wzajemna relacja rysunków awersu i rewersu powstała podczas procesu bicia, tworzy destrukt menniczy, którego popularna nazwa to „skrętka”. 
Gdy destrukt ma awers obrócony względem rewersu o pełne 180 stopni, staje się monetą wybitą stemplem odwróconym (tzw. „odwrotka”), co czyni go atrakcyjnym na rynku kolekcjonerskim.

### Sklejenie
Destrukt będący jednostronną odbitką awersu albo rewersu, powstały w wyniku bicia jednej monety na dwóch sklejonych krażkach menniczych.

### Zanieczyszczenie stempla
Destrukt z rozmyciem rysunku powstałym najczęściej z powodu płynnych zanieczyszczeń na stemplu. Niekiedy wśród numizmatyków funkcjonuje określenie tzw. „zapchanego stempla”.

### Przylgnięcie do stempla
Destrukt z dwoma awersami lub rewersami przy czym jeden z nich jest w negatywie, powstały wyniku przylgnięcia monety do stempla. 

### Podwójne bicie
Destrukt ze zdublowaniem rysunku powstającym incydentalnie.

### Zbyt mały nacisk prasy
Destrukty charakteryzują się niewyraźnie wybitymi wyższymi partiami rysunku monety.